# Уч-Терекский район
Уч-Терекский район — единица административного деления Киргизской ССР и Кыргызстана, существовавшая в 1936—1956 и 1992—1998 годах.
Впервые Уч-Терекский район был образован в составе Киргизской ССР в 1936 году. В 1938 году он был отнесён к Джалал-Абадскому округу, а в 1939 — к Джалал-Абадской области. В 1956 году Уч-Терекский район был упразднён, а его территория передана в Токтогульский район. По данным 1949 года район включал 6 сельсоветов: Джазы-Кечуйский, Кара-Кульский, Кызыл-Озгорушский, Кызыл-Ураанский, Ничке-Сайский и Уч-Терекский.
Вторично Уч-Терекский район был образован в составе Джалал-Абадской области Кыргызстана 7 февраля 1992 года. В его состав из Токтогульского района были переданы Кызыл-Озгерюшский и Уч-Терекский (кроме села Кара-Джигач) сельсоветы.
30 сентября 1998 года Уч-Терекский район был упразднён, а вся его территория (Жазы-Кечууский, Ничке-Сайский, Кызыл-Озгерюшский и Уч-Терекский сельсоветы) была передана в Токтогульский район.

## Население
По данным переписи 1939 года в районе проживал 15 371 человек, в том числе киргизы — 97,6 %, русские — 1,1 %